# Frederick Hermann Kisch
Frederick Hermann Kisch, britanski general, * 23. avgust 1888, Dardžiling, Britanska Indija, † 7. april 1943, Tunizija.